# ライヴ・アット・ザ・ボトム・ライン
| 専門評論家によるレビュー | 専門評論家によるレビュー |
| レビュー・スコア         | レビュー・スコア         |
| 出典                     | 評価                     |
| ------------------------ | ------------------------ |
| オールミュージック       | link                     |

『ライヴ・アット・ザ・ボトムライン』（Laura: Live at the Bottom Line）はニューヨーク出身のシンガー、ソングライター、ピアニストであるローラ・ニーロによる2枚目のライブアルバムであり、1977年のライブアルバム『光の季節』も含めた10枚目のオリジナルアルバムとなる。
ニーロの長年のレーベルであるコロムビア・レコードは10年以上に渡って妥当な商業的成功がないにもかかわらずレーベルに留まっているニーロに新しいスタジオアルバムを求めていた。ニーロはその代わりにコンサートツアーを行い、新しいライブアルバムを制作した。
コロムビアはライブアルバムのリリースを承諾しなかったが、ニーロがコロムビアに戻って新しいスタジオアルバムをレコーディングする前に他のレーベルからライブアルバムをリリースするために交渉することを許容した。
『ライヴ・アット・ザ・ボトムライン』はニューヨークの有名なライブハウスボトムラインで録音され、新曲やこれまでリリースされなかった曲がニーロの有名な曲と取り混ぜられている。

## 概要
『光の季節』の12年後となるこのアルバムはニーロの1988年のツアーの最中に録音された。ニーロの声は喫煙の習慣を捨て去ったことにより回復しており、アルバムの雰囲気は特にリラックスして楽しいものとなっている。リモート・レコーディング・サービスの黒いトラックでデイヴィッド・ヒューイットによって録音された。
6曲の新曲はニーロの初期のアルバムのワイルドで冒険的な音楽とは対照的に、ユーモラスで心温まるものとなっており、ニーロの最新のスタジオアルバムと比べても世界に注意を払ったものとなっている。評論家の受けはよく、ニーロに何件かの新しいインタビューと記事をもたらした。
しかしながら、アルバムは商業的には成功せず、ニーロの存命中には新たなライブアルバムがリリースされることはなかった。『ライヴ・アット・ザ・ボトムライン』のリリース後、ニーロは2枚のスタジオアルバムをレコーディングし、そのうち1枚がリリースされ、1997年にニーロが他界する前に1セットの回顧的コレクションがリリースされた。
ニーロはローリング・ストーン誌の1/4ページの白黒広告のために18000ドルを支出した。

## 収録曲
特記あるものを除き、ローラ・ニーロの作詞作曲
| 曲 | オリジナル・アルバム                                                         |
| --- | ---------------------------------------------------------------------------- |
| 「懺悔」 | 『イーライと13番目の懺悔』 (1968)                                            |
| 「ハイ・ヒール・スニーカーズ」 (ロバート・ヒギンボトム) | 未発表のカバー曲                                                             |
| "Roll of the Ocean" | 未発表曲                                                                     |
| "Companion" | 未発表曲                                                                     |
| "The Wild World" | 未発表曲                                                                     |
| 「マイ・イノセンス / ソフィア」 | 『愛の営み』 (1978) / 『マザーズ・スピリチュアル』 (1984)                    |
| 「トゥ・ア・チャイルド」 | 『マザーズ・スピリチュアル』 (1984)                                          |
| 「アンド・ホエン・アイ・ダイ」 | 『モア・ザン・ナ・ニュー・ディスカバリー』 (1967)                            |
| "Park Song" | 未発表曲                                                                     |
| 「こわれた虹」 | 未発表曲 / 1985年の作品                                                      |
| 「ウーマン・オブ・ザ・ワールド」 | 未発表曲                                                                     |
| 「エミー」 | 『イーライと13番目の懺悔』 (1968)                                            |
| 「ウェディング・ベル・ブルース」 | 『モア・ザン・ナ・ニュー・ディスカバリー』 (1967)                            |
| "The Japanese Restaurant Song" | 未発表曲                                                                     |
| 「ストーンド・ソウル・ピクニック」 | 『イーライと13番目の懺悔』 (1968)                                            |
| 「ラ・ラ・ミーンズ・アイ・ラヴ・ユー / トゥリー・オブ・エイジズ / アップ・オン・ザ・ルーフ」 (トム・ベル、ウィリアム・ハート / ニーロ / ジェリー・ゴフィン、キャロル・キング) | 未発表のカバー曲 / 『マザーズ・スピリチュアル』 (1984) / 『魂の叫び』 (1970) |

「こわれた虹」はアカデミー賞候補となった1985年の同名のドキュメンタリーのために書かれて録音され、1993年のアルバム『抱擁〜犬の散歩はお願いね、そして明かりはつけておいて』に採録された。
最後の曲はメドレーである。

## 参加ミュージシャン
- ローラ・ニーロ - 声、キーボード
- ジミー・ヴィヴィーノ - ギター、マンドリン、共同プロデューサー
- デイヴィッド・ウォフォード - ベース
- フランク・パガーノ - ドラムス
- 二ディア・"リバティ"・マータ - パーカッション
- ダイアン・ウィルソン、フランク・パガーノ、ジミー・ヴィヴィーノ - ハーモニー・ヴォーカル